# Amit Quluzadə
Amit Sevindik oğlu Quluzadə (* 20. November 1992 in Baku) ist ein aserbaidschanischer Fußballspieler.

## Karriere

### Verein
Quluzadə begann seine Karriere bei Neftçi Baku. Sein Debüt in der Premyer Liqası gab er im Mai 2010 gegen Qarabağ Ağdam. Zur Saison 2010/11 rückte er fest in den Profikader Neftçis. Bis Saisonende kam er zu neun Einsätzen in der höchsten aserbaidschanischen Spielklasse, mit Neftçi wurde er zu Saisonende Meister. Nach einer Saison als Profi in Baku wechselte er zur Saison 2011/12 in die Türkei zum Zweitligisten Kayseri Erciyesspor. Für Kayseri kam er insgesamt zu 21 Einsätzen in der TFF 1. Lig.
Zur Saison 2012/13 kehrte der Mittelfeldspieler wieder in seine Heimat zurück und wechselte zum Rəvan Baku FK. Für Rəvan spielte er zehnmal. Im Januar 2013 wechselte er innerhalb der Premyer Liqası zum FK Qəbələ. Für Qəbələ kam er in eineinhalb Jahren zu 21 Einsätzen in der Liga. Zur Saison 2014/15 verließ er Aserbaidschan ein zweites Mal, diesmal ging er nach Portugal zum Zweitligisten Atlético CP. Bei Atlético konnte er sich allerdings nicht durchsetzen und kam insgesamt nur zu sechs Einsätzen in der Segunda Liga. Mit dem Klub stieg er zu Saisonende aus der zweiten Liga ab.
Danach kehrte Quluzadə zur Saison 2015/16 erneut nach Aserbaidschan zurück und schloss sich diesmal dem Sumqayıt PFK an. Für Sumqayıt spielte er in eineinhalb Spielzeiten 35 Mal in der Premyer Liqası. Im Januar 2017 wechselte der Sechser nach Griechenland zu AE Larisa. Für Larisa kam er zu vier Einsätzen in der Super League. Nach einem halben Jahr in Griechenland wechselte er wieder zurück nach Aserbaidschan, diesmal zum Səbail FK, für den er fünfmal spielte. Im Januar 2018 folgte Quluzadəs nächster Auslandstransfer, nun wechselte er in den Kosovo zum KF Drita. Für Drita machte er bis Saisonende ebenfalls fünf Partien in der IPKO Superliga; mit dem Klub wurde er kosovarischer Meister, womit er seinen zweiten Meistertitel feiern durfte.
Nach der Meistersaison verließ er Drita allerdings und wechselte nach mehreren Monaten ohne Klub im März 2019 nach Bosnien und Herzegowina zum NK Čelik Zenica. Für Čelik kam er jedoch nur einmal in der Premijer Liga zum Einsatz. Nach der Saison 2018/19 verließ er Bosnien wieder. Nach einem Jahr ohne Verein schloss er sich zur Saison 2020/21 dem FC Milsami aus Moldawien an. Für Milsami spielte der Defensivspieler achtmal in der Divizia Națională, ehe er den Verein im Januar 2021 wieder verließ. Nach erneut einem Jahr ohne Klub wechselte er im Februar 2022 zum österreichischen Regionalligisten ATSV Stadl-Paura. Für Stadl-Paura kam er zu fünf Einsätzen in der Regionalliga, aus der er mit dem Verein zu Saisonende aber abstieg. Daraufhin verließ er die Oberösterreicher wieder.

### Nationalmannschaft
Quluzadə spielte 2010 für die aserbaidschanische U-19-Auswahl. Im März 2010 debütierte er im U-21-Team, für das er bis September 2013 neunmal spielte. Im Mai 2010 debütierte er in einem Testspiel gegen Mazedonien für die A-Nationalmannschaft.